# كفر كردي
كفر كردي إحدى قرى مركز كفر شكر التابع لمحافظة القليوبية بجمهورية مصر العربية.

## السكان
بلغ عدد سكان كفر كردي 3,098 نسمة، حسب الإحصاء الرسمي لعام 2006.